# 他施
他施（羅馬化：tršš，羅馬化：Taršîš，羅馬化：Tharseis），天主教思高本聖經譯作塔爾史士。這個名词出现在《希伯来圣经》中，有数种不同的含义，最常指一个与腓尼基（现代黎巴嫩）和以色列地远隔重洋的地方（可能是一座大城或地区）。传说他施曾向腓尼基和以色列出口过大量的贵金属。同样的地名还分别出现在伊撒哈顿（公元前669年亚述国王）的阿卡德碑文以及撒丁岛诺拉石（Nora Stone）的腓尼基铭文中。它确切的位置从未被人所知，早已迷失在久远的历史尘封中。随着时间的推移，围绕它的传说不断流传，两千多年来，有关它的真实所在一直是学术界研究和探讨的主要课题。
它的重要性部分源于这样一个事实：希伯来圣经经文倾向于将他施理解为所罗门王巨额财货的来源地，特别是白银，还有黄金、锡和铁（《圣经》《以西结书》第27章）。据报道，这些金属是与腓尼基推罗王希兰（《圣经》《以赛亚书》第23章）的船队从他施运来的。然而，所罗门圣殿早已被巴比伦人损毁，这使得考古证据难以有所发现。
“他施”也是现今黎巴嫩山区的一座村庄名。

## 争议
由于没有直接的证据，前800年左右，地中海西部是否存在过他施，以及曾否出现过腓尼基人，一直备受现代学者的质疑。事实上，所罗门和希兰在位期间，以色列和腓尼基财富证据的缺失，使一些学者认为，公元前1200-公元前800年间的地中海史前期是考古上的一个“黑暗时代”。
《七十士译本》、《武加大译本》和《塔库姆译本》都将他施描述为迦太基，但早在1646年的其他一些圣经学者（塞缪尔·博查特）就将其解读为古伊斯帕尼亞（伊比利亚半岛）的“塔特索斯”（Tartessos），即位于今天的韦尔瓦和塞维利亚附近。犹太裔葡萄牙学者“伊萨克·阿巴伯内尔”（公元1437年至1508年）将他施解释为“早期被称为迦太基，今天称为突尼斯的首都”。从罗马历史学家“弗拉维奥·约瑟夫斯”（公元100年）之后到法国学者“博哈特”（公元1667年）之前的多个世纪中，一个可能被认定的地点是土耳其中南部奇里乞亚的内陆城“塔尔苏斯”。
美国学者“威廉·福克斯韦尔·奥尔布赖特”（William F. Albright，1891-1971）和“弗兰克·摩尔·克罗斯”认为，由于诺拉石的发现，撒丁岛就是腓尼基铭文所提到的他施。克罗斯在解读铭文后理解到，它所指的他施就是撒丁岛，最近对碎银窖藏（hacksilver hoards）的研究也支持为撒丁岛的观点。

## 希伯来圣经
“他施”一词在《希伯来圣经》的马所拉文本中也出现过25次，但各有不同的含义：
- 《创世纪》第4章第4节中将挪亚的儿子，雅弗的子孙列为“雅完的儿子：以利沙、他施、基提、多单”，这在《历代志》上篇第1章7节中又逐字加以复述。
- 《出埃及记》第28章20节规定，镶嵌在祭司胸牌中的宝石，“第四行应是绿柱石（他施）及⋯⋯”
- 《列王纪上》（第10章22节）指出，所罗门王在海上有一支与盟友泰爾王希兰的舰队在一起的“他施船队”，“因为王有他施船只与希兰的船只一同航海，三年一次，装载金银、象牙、猿猴、孔雀回来”（但在《历代志下》第2章21节中有了一些明显的变化），而《列王纪上》22章第48节中说：约沙法在他施造船，要往俄斐去运金子。只是没去成，因为船在以旬迦别（Ezion-geber）毁坏了”。这在《历代志下》第20章37节中又加以重复，之前的信息是船只实际上是在以旬迦别建造的，并强调了另一位未知的玛利沙人多达瓦的儿子“以利以谢”对约沙法的预言：“那时玛利沙人，多大瓦的儿子以利以谢向约沙法预言说，因你与亚哈谢交好，耶和华必破坏你所造的。后来那船果然破坏，不能往他施去了”。这在《诗篇》第48章第7节得到引证，它记录了“被东风击碎的他施船只”。从这些经文中，解经学者们认为“他施之船”是指所有大型商船，并不论它们的目的地是哪里[2]。一些圣经译本，包括《新国际版圣经》，甚至将他施船只译作“商船”。
- 《诗篇》72章10节是一篇犹太和基督教传统中常解读为《弥赛亚》的篇章，“愿他施和沿海地区的国王向他进贡；愿示巴和西巴的国王带来礼物！”这段经文是基督教大教堂音乐中对唱咏歌《他施诸王》的原始文本。在该诗篇中，由“山岳与山丘”、“雨水与细霖”、“海洋与河流”组成的“比例联句”引出了短语“他施和岛屿”，表明他施是一座大岛[7]。
- 《以赛亚书》共有三篇预言提到了他施。首先，在第2章16节中“又临到他施的船只，并一切可爱的美物”，然后在23章描述攻击推罗的详情中又提到他施，第1节和14节重复说：“他施的船只，都要哀号，因为推罗已变为荒场，甚至没有房屋，没有可进之路”；第6节“推罗人哪，你们当过到他施去。沿海的居民哪，你们都当哀号！”；第10节指出推罗是他施的女儿。这些预言在《以赛亚书》第60章9节中被颠倒了，“众海岛必等候我，他施的船只首先将你的众子，连他们的金银从远方一同带来”；第66章19节”我要在他们中显示神迹（或作记号），打发逃脱的幸存者到列国去，就是到他施、普勒、拉弓的路德和土巴、雅完，以及素来没听到我名声、没看见我荣耀的遥远海岛，他们必将我的荣耀传扬在列国中。
- 《耶利米書》只提到他施是银子的源地；第10章9节“有银子打成片，是从他施运来的，并有从乌法（Uphaz）来的金子”。
- 《以西结书》有两处描述以色列与他施贸易关系的预言。第一次是回顾性的，在27章第12节“他施人因你多有各类的财物，就作你的客商，拿银、铁、锡、铅兑换你的货物”和27章第25节“他施的船只接连成帮为你运货”。第二次在《以西结书》38章第13节预言“示巴人、底但人、他施的客商和众头领都必问你说，你来要抢掳财物吗？你聚集军队要夺掠货物、夺取金银，掳去牲畜和财物吗？要抢夺许多财宝吗？”
- 《约拿书》第1章第3节、第4章第2节提到他施为远方之地，“约拿却起来，逃往他施去躲避耶和华。下到约帕，遇见一只船，要往他施去”，约拿逃到他施去，可能需要被当作「一处非常遥远的地方」，而非一个精确的地理概念。然而，它可能指的是奇里乞亚的塔尔苏斯（也譯作「大數」），掃羅也就是後來成為使徒的保羅，就是来自那里[8]。在地中海中，帆船常会因无风而搁浅，只有桨船可以持续航行[9]。

## 其他古代和古典资料

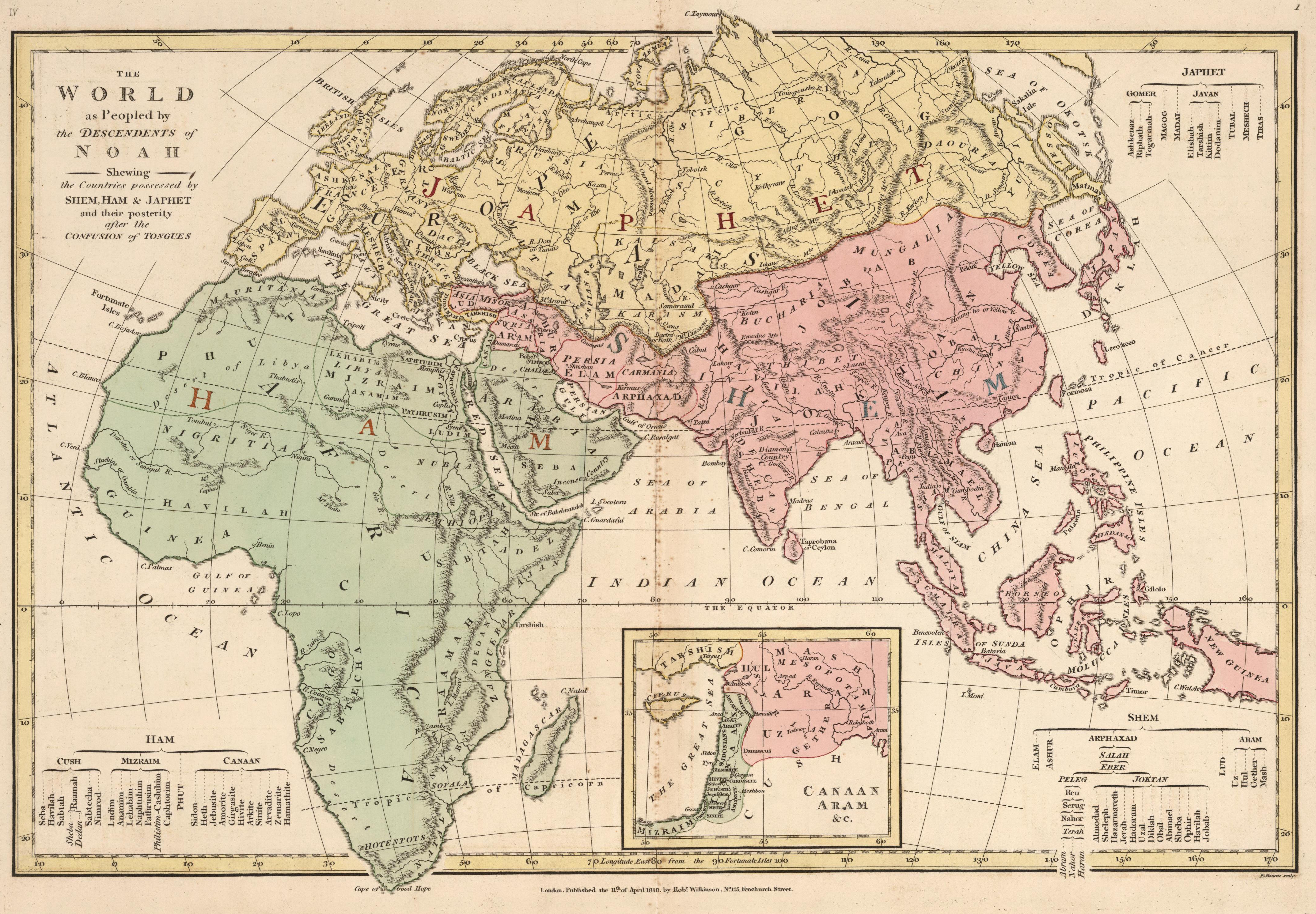
19世纪“挪亚众子居住的世界”，显示“他施”为安纳托利亚东南塔尔苏斯周围的乡村。

- 以撒哈顿的阿卡德铭文（分别保存在大英博物馆和伊斯坦布尔考古博物馆的K18096t和EŞ6262）：保护着“从伊达纳纳、亚曼到塔尔西西（即他施）所有被海洋环绕土地上的国王，向我鞠躬”。在此，“他施”无疑是一座大岛，而且不可能与“塔尔苏斯”混淆（汤普森和斯卡格斯2013年）。
- 公元1世纪的弗拉维奥·约瑟夫斯（在《古代犹太人》第6章第1节中）读作“塔尔舒什”，将它确定为小亚细亚南部的“塔尔苏斯城”，后来有人将其等同于以撒哈顿统治时期亚述记录中提到的“他施”，因为腓尼基铭文是在奇里乞亚的卡拉泰佩（Karatepe）发现的[10]。德国外交官及学者“克里斯蒂安·查尔斯·约西亚·冯·本生”（Christian Charles Josias von Bunsen）和英国亚述学及语言学家“阿奇柏德·亨利·赛斯”（Archibald Henry Sayce）[11]似乎与约瑟夫斯的观点一致，但腓尼基人活跃在很多出产金属的地区。一些古典作家、圣经作者，当然还有提到他施的诺拉石，一般都认为腓尼基人扩张的目的就是为了攫取地中海西部的金属。
- 《七十士译本》及《武加大译本》在几段经文中将“他施”翻译成“迦太基”，显然是遵循了约拿单意译本中的犹太传统（Afriki，即迦太基）[2]。
- 希伯来语术语也有同音异义词，“他施”（tarshish）共出现过七次，在旧英文版中被译成绿柱石[12]，部分解说认为在妥拉（《出埃及记》第28章20节）中，它也是与亚设部落相关联的宝石名，被塞普阿吉特和约瑟夫斯认定为“金石”（χρνσόλιθος），其鉴定仍有争议，可能是黄玉，而非现代的金绿宝石，后又被称为海蓝宝石，这是祭司胸牌中第四排的第一块玉石。

## 识别和解释
他施在几部圣经经文中都被叙述为位于地中海沿岸（《以赛亚书》第23章、《耶利米书》第10章第9节、《以西结书》27章第12节、《约拿书》第1章第3节和第4章第2节），且更准确地说是在以色列的西面（《创世纪》第10章第4节、《历代志上》第1章第7节）。它被描述为各种金属的产源地：“有银子打成片，是从他施带来的”（《耶利米书》第10章第9节），推罗的腓尼基人从那里带来银、铁、锡、铅（《以西结书》第27章12节）。
《以赛亚书》23章第6节和66章19节的上下文似乎表明，他施是一座岛屿，从以色列可以乘船到达。正如约拿（《约拿书》第1章第3节）和所罗门舰队（《历代志下》第9章21节）所做的那样。一些现代学者将被古典作家描述为腓尼基人金属来源地的他施，与西班牙南部一座叫“塔特索斯”（Tartessos）的港口联系在一起，而约瑟夫斯将他施与奇里乞亚的塔尔苏斯城相提并论，则更被普遍接受。然而，由于整个地中海地区分布了很多与各种金属开采有关的相似遗址，因此，无法对他施进行明确的确认。

### 他施海
根据中世纪拉比“拉希”（Rashi）所引用“Hullin 9lb”论文的说法，“他施”是指非洲的他施海。 

### 撒丁岛
汤普森（Thompson）和斯卡格斯（Skaggs）认为，以撒哈顿（AsBbE）的阿卡德铭文表明，他施是黎凡特以西很远的一座岛屿（而非沿海区）。2003年，克里斯蒂娜·玛丽·汤普森（Christine Marie Thompson）发现了西约旦（Cisjordan）文物，这是以色列和巴勒斯坦（Cisjordan）地区一批较集中的碎银窖藏。该批文物的历史可追溯到公元前1200年至公元前586年，这些窖藏物都以白银为主。最大的窖藏出土于“以实提摩”（Eshtemo'a），即今天希伯伦以南12公里处的阿斯萨穆城（as-Samu），里面有26公斤的银，主要为公元前1200-公元前800年腓尼基地区的器物。在当代地中海地区，还没有如此集中地出土过年代范围与所罗门王（公元前990-931年）和推罗希兰王（公元前980-947年）统治期间相重叠的银器。 
这些腓尼基窖藏器物的铅同位素比值与撒丁岛和西班牙产银区的矿石相一致，而这二地只有一处为富银的大岛。与迄今为止一直将亚述语的“塔尔西西”（tar-si-si）译成“塔尔苏斯”（Tarsus）正相反，汤普森认为，镌刻在亚述石碑中的阿卡德语“塔尔西西”（tar-si-si）表明是地中海西部的一座大岛，且《诗篇》第72章10节的诗意建构也表明，它是腓尼基以西一座遥远的大岛。撒丁岛在古代一直被称为金属交易中心，古希腊人也将其称为“银脉之岛”（Argyróphleps nésos）。
来自碎银窖藏的证据据所说也与古希腊和罗马作家所作的记录相符，即公元前1200年左右，在特洛伊和东地中海其他宫殿中心沦陷后不久，腓尼基人利用西地中海众多银矿资源来维持以色列和腓尼基的经济发展。自荷马（公元前8世纪）和希腊历史学家希罗多德（公元前484-425年）和狄奥多罗斯·西库路斯（公元前30年）起的一些古典资料都叙述过，腓尼基人在地中海和大西洋等金属资源丰富的地区建立永久殖民地前，就在开发西方的金属资源。 

### 撒丁岛或西班牙
1962年首次出版的《新牛津圣经注释》（New Oxford Annotated Bible）编辑认为，他施要么是撒丁岛、要么就是塔特索斯（Tartessos）。

### 西班牙
公元4世纪拉丁作家鲁弗斯·费斯托斯·阿维阿努斯认为他施就是加的斯，这是马普尔神父在《白鲸记》第９章中所认同的理论。 
17世纪法国新教牧师“萨缪·博哈特”（Samuel Bochart），在他1646年撰写的《法勒》（Phaleg）一书中提出，他施是西班牙南部的塔特索斯城。其他包括英国拉比及圣经学者“约瑟夫·赫茨”（Joseph hertz，1936年）在内的一些人也遵循这一看法。在对推罗的预言中（《以西结书》27章第12节），先知以西结提到银、铁、铅和锡是从他施（Trsys）运到推罗，它们被存放在推罗，然后转售到美索不达米亚。

### 腓尼基海岸
英国埃及学教授“彼得·勒佩奇·雷诺夫”爵士（Peter le Page Renouf，1822年-1897年）认为“他施”是指海岸，由于该词经常与推罗一道出现，因此，应理解为“腓尼基海岸”。 

### 图伦尼亚人或伊特鲁里亚人
托马斯·凯利·谢恩（Thomas Kelly Cheyne，1841年-1915年）认为《创世纪》第10章4节中的“他施”（Tarshish）和《创世纪》第10章2节中的“提拉”（Tiras），其实是一个国家源自二个不同族群的名字，可能是指图伦尼亚人（Tyrsenians）或伊特鲁里亚人（Etruscans）。

### 英国
一些19世纪的解经学者坚信他施是英国，如阿尔弗雷德·约翰·邓金（Alfred John Dunkin）曾声称“他施证明是英国”（1844年）；乔治·史密斯（George Smith，1850年）、詹姆斯·沃利斯（James Wallis）和大卫·金（David King）的《英国千年征兆》（The British Millennial Harbinger，1861年）；约翰·阿尔杰农·克拉克（John Algernon Clarke，1862年）和俄亥俄州的乔纳森·珀金斯·韦耶（Jonathan Perkins Weethee）。这种观点源于这样一个事实，据记载，他施曾是一位买卖康沃尔郡所开采锡、银、金、铅的商人，今天的一些基督教派信众仍称之为“他施商人”。

### 东南非
十九世纪爱尔兰天主教会语言学家“奥古斯都·亨利·基恩”（Augustus Henry Keane，1833年-1912的）认为他施是“索法拉”（Sofala），《圣经》中以“哈腓拉”（Havilah）之地为中心的大津巴布韦周边地区。

### 南印度和锡兰
除西班牙外（见上所述），博哈特还提出了所罗门王统治期间俄斐港和他施港可能的东部地点，特别是泰米拉卡姆大陆（Tamilakkam，现今的印度南部和锡兰北部），在那里达罗毗荼人曾以黄金、珍珠、象牙和孔雀贸易而闻名。他认为“他施”即为“库迪拉马莱”（Kudiramalai）-可能是克希什瓦纳姆寺庙（Thiruketheeswaram）遗址所在地。

## 其他
- 《历代志上》第7章10节是一部分族谱，其中提到一位名叫他施的犹太人，他是比珥罕（Bilhan）的儿子。
- 《以斯帖记》第1章14节波斯七大臣中，其中一位波斯王子叫“他施”。
- 他施是黎巴嫩的一个村庄，距贝鲁特约50公里，位于海拔1400米的巴卜达·卡达（Baabda Kadaa）山区[30]。
- 他施是德系犹太人（Ashkenazic）后裔的姓氏；另外，在黎巴嫩裔阿拉伯人中还发现了叫“塔尔什什”（Tarshishi）的变名，很可能表示这一家族与黎巴嫩的他施村有关联。
- 他施也是一个短暂政党的名称[31]，该政党由在议会投掷手榴弹行刺以色列总理戴维·本-古里安的“莫希·德韦克”（Moshe Dwek）所创建。
- “塔尔西斯”（Tharsis），希腊化名称，乔凡尼·斯基亚帕雷利对火星上一地区的命名。
- 约翰·布肯的经典短篇小说《他施之船》指的是约拿书。

## 另请参阅
- 挪亚众子
- 雅完
- 以利沙
- 基提
- 多单
- 撒勒法
- 塔尔苏斯

## 延伸阅读
- Aubet, M.E. (2001). The Phoenicians and the West: Politics, Colonies, Trade. 2nd edition, Cambridge: Cambridge University Press.
- Beitzl, B. (2010). Was there a joint nautical venture on the Mediterranean Sea by Tyrian Phoenicians and Early Israelites?' Bulletin of the American Schools of Oriental Research, 360, 37–66.
- Elat, M. (1982). Tarshish and the problem of Phoenician colonization in the western Mediterranean. Orientalia Lovaniensia Periodica, 13, 55–69.
- Gonzalez de Canales, F.; Serrano, L.; & Llompart, J. (2010). Tarshish and the United Monarchy of Israel. Ancient Near Eastern Studies, 47, 137–164.
- Hertz J.H. (1936). The Pentateuch and Haftoras. Deuteronomy. Oxford University Press, London.
- Jongbloed, D. (2009). Civilisations antédiluviennes. ed Cap Aventures
- Koch, M. 1984). Tarschisch und Hispanien. Berlin, Walter de Gruyter and Co.
- Lipiński, E. (2002). Semitic Languages: Outline of a Comparative Grammar. Orientalia Lovaniensia Analecta, 80, Leuven. Peeters.
- Lipiński, E. (2004). Itineraria Phoenicia. Studia Phoenicia, XVIII, Leuven: Peeters.
- Muhly, J.D. (1998). Copper, tin, silver, and iron: The search for metallic ores as an incentive for foreign expansion. [In] Gitin, et al. [Eds.] Mediterranean Peoples in Transition: 13th to early 10th centuries BC. In Honor of Professor Trude Dothan, 314-329. Jerusalem: Israel Exploration Society.
- Schmidt, B. (ed.) (2007). The Quest for Historical Israel: Debating Archaeology and the History of Early Israel. Atlanta: Society of Biblical Literature.
- Thompson, C.M. & Skaggs, S. (2013). King Solomon's silver?: Southern Phoenician hacksilber hoards and the location of Tarshish. Internet Archaeology, (35). doi:10.11141/ia.35.6
- Thompson, C.M. (2003). Sealed silver in Iron Age Cisjordan and the 'invention' of coinage. Oxford Journal of Archaeology, 22(1), 67–107.